# Bonte hooiwagen
De bonte hooiwagen of winterhooiwagen (Paroligolophus agrestis) is een hooiwagen uit de familie echte hooiwagens (Phalangiidae). De wetenschappelijke naam is voor het eerst geldig gepubliceerd door Meade in 1855.

## Bouw
Het lijf bestaat uit een geheel zoals alle hooiwagens maar in tegenstelling tot de echte spinnen. Hij wordt maximaal 5 millimeter groot. Het lichaam is een schakering van bruin, zwart grijs met ene lichtere streep op de rug.

## Levensloop
De jongen worden op het einde van de zomer volwassen en blijven actief gedurende de winter. Tijdens deze actieve periode wordt gepaard en worden naar het einde van de winter de eitjes afgezet. 